# Pseudagrion simonae
Pseudagrion simonae är en trollsländeart som beskrevs av Legrand 1987. Pseudagrion simonae ingår i släktet Pseudagrion och familjen dammflicksländor. IUCN kategoriserar arten globalt som livskraftig. Inga underarter finns listade i Catalogue of Life.